# The World Is Mind
Albums de KRS-One
Now Hear This
(2015)
The World Is Mind est le treizième album studio de KRS-One, sorti le 9 mai 2017.

## Liste des titres
Toutes les chansons sont écrites et composées par KRS-One, sauf mention contraire.
| No  | Titre                                                   | Auteur           | Durée |
| --- | ------------------------------------------------------- | ---------------- | ----- |
| 1.  | Show Respect (Produit par Mlody)                        |                  | 2:48  |
| 2.  | Same Shit (Produit par DJ Desue)                        |                  | 2:39  |
| 3.  | Keep Clicking (Produit par Paul Laffree et Kofi)        | KRS-One, Shai    | 3:28  |
| 4.  | Out For Fame (Produit par Mlody)                        |                  | 2:31  |
| 5.  | My Dreams (Produit par Steez)                           |                  | 3:16  |
| 6.  | Fuck This (featuring K.O.D – Produit par Mlody)         | KRS-One, K.O.D   | 3:53  |
| 7.  | Don't Ever Stop (featuring Janiece – Produit par Mlody) | KRS-One, Janiece | 3:08  |
| 8.  | RAW B.E.A.T (Produit par Mlody)                         |                  | 2:29  |
| 9.  | You Ain't Got Time (Produit par Mlody)                  |                  | 2:55  |
| 10. | No Problem (Produit par PredatorPrime)                  |                  | 3:49  |
| 11. | You Like Me (Produit par Mlody)                         |                  | 3:02  |
| 12. | Put Ya Ones Up (Produit par KRS-One)                    |                  | 0:42  |
| 13. | Keep Flowin (Produit par Mlody)                         |                  | 2:33  |
| 14. | Hip Hop Speaks From Heaven (Produit par Mlody)          |                  | 4:09  |
| 15. | The World Is Mind (Produit par Paul Laffree)            |                  | 2:14  |